# World Airways
World Airways, Inc. fue una aerolínea estadounidense con sede en Peachtree City, Georgia. Su base principal era el Aeropuerto de Oakland de la Bahía de San Francisco.

## Servicio regular de pasajeros
World Airways operó servicios programados de pasajeros nacionales e internacionales durante la década de 1980, utilizando sus aviones de fuselaje ancho McDonnell Douglas DC-10. 
Los destinos servidos incluyó:
- Baltimore, MD - vía Aeropuerto Internacional de Baltimore-Washington (BWI)
- Frankfurt, Alemania (FRA)
- Honolulu, HI (HNL)
- Kansas City, MO (MCI)
- Londres, Inglaterra - vía Aeropuerto de Londres-Gatwick  (LGW )
- Los Ángeles, CA - vía Aeropuerto Internacional de Los Ángeles (LAX)
- Newark, NJ - vía Aeropuerto Internacional de Newark  (EWR)
- Oakland, CA - vía Aeropuerto de Oakland de la Bahía de San Francisco  (OAK)
- Orlando, FL (MCO)
- San Francisco, CA - vía Aeropuerto Internacional de San Francisco (SFO)
- Washington, DC - vía Aeropuerto Internacional de Washington-Dulles (IAD)

## Flota

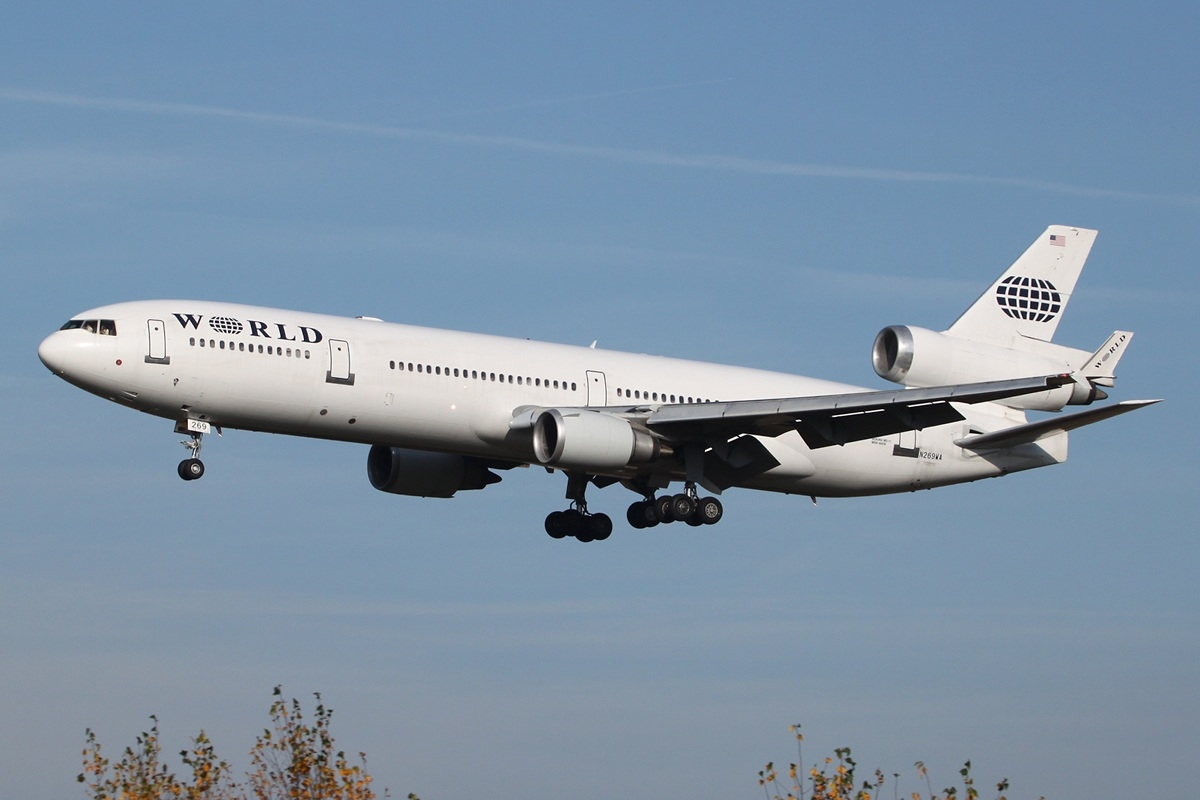
MD-11 de World Airways en la Base Aérea de Ramstein, Alemania

A partir de marzo de 2014, la flota de World Airways consistía en las siguientes aeronaves, con una edad promedio de la flota de 19,8 años: